# メソッド演技法
メソッド演技法（メソッドえんぎほう、英: Method acting）とは、コンスタンチン・スタニスラフスキーの影響を受けたリー・ストラスバーグらアメリカの演劇陣によって、1940年代にニューヨークの演劇で確立・体系化された演技法・演劇理論である。役柄の内面に注目し、感情を追体験することなどによって、より自然でリアリステックな演技・表現を行うことに特徴がある。

## 概要
メソッド演技の特徴としては、担当する役柄や劇中での状況やその感情に応じて、より自然な形で演技を行う点である。メソッド以前の演劇においては、役者は役作りや演技を行う際は、基本の発声法や仕草、パントマイムなどのテクニックを使用し、感情や役柄の表現を行っていたが、メソッドでは、そうした形式的で表現主義的な古典的な演劇手法と距離を置き、より現実と近い、自然な演技を追求している。そのため、演技をする過程においては、担当する役柄について徹底的なリサーチを行い、劇中で役柄に生じる感情や状況については、自身の経験や役柄がおかれた状況を擬似的に追体験する事によって、演技プランを練っていく。
代表的なメソッド演技としては、映画『波止場』で兄から銃を突きつけられ、なだめようとするマーロン・ブランドや、『エデンの東』で父親に泣きつくジェームズ・ディーンの演技が知られる。

## 歴史
ロシア演劇で活躍し、コンスタンチン・スタニスラフスキーの教えを受けたリチャード・ボレスラフスキーとマリヤ・ウスペンスカヤは、1920年代にアメリカへと亡命し、アメリカ実験室劇場にてスタニスラフスキーの演技理論を元にした演技クラスを主宰した。
その生徒の一人であり、彼らの理論に感銘を受けたリー・ストラスバーグは、演劇仲間であるハロルド・クラークマンと、シアター・ギルドで出会ったチェリル・クロフォード達とともに「グループ・シアター」を結成。練習方法や俳優の演技テクニックにスタニスラフスキー・システムを導入し、リアリズムを重視した演劇表現や群像劇などの新しいアメリカ演劇を模索した。
その後、1929年の大恐慌とその対策であるFTPを背景に、リアリズムの芸術表現とアンサンブルキャストが注目を集め、ストラスバーグの元には、ヨーロッパで教育を受け、スタニスラフスキーに師事した経験を持つステラ・アドラーやニューヨークで演出家として活動していたエリア・カザン、後に指導者として頭角を現すサンフォード・マイズナーが参加し、「グループ・シアター」はさらなる発展を遂げ、その過程の中でより具体的な形でメソッドに対する原型ができあがった。
しかしながら、長期間にわたる活動の中で、それぞれの対立が始まり、アドラーは「ステラ・アドラー芸術学校」を設立、マイズナーは「ネイバーフッド・プレイハウス演劇学校」を設立。ストラスバーグ自身は「アクターズ・スタジオ」の芸術監督に就任し、後進の育成に力を注いだ。
1950年代、先にハリウッドへと進出し、新鋭監督として注目を集めていたエリア・カザンに導かれ、ストラスバーグの教え子であり「アクターズ・スタジオ」出身のマーロン・ブランド、ジェームズ・ディーン、ポール・ニューマンらがスクリーンに進出。「理由なき反抗」や「乱暴者」といった映画に主演し、これまでの既成概念にあてはまらない自由で、刺激的な演技を披露した。生々しい彼らの演技は、若い世代の観客の支持を集め、新しい時代のアイコンとしての地位を確立した。
アクターズ・スタジオ出身の俳優が人気を集めるにつれ、メソッドに対する関心も深まり、当時、飛ぶ鳥を落とす勢いであったマリリン・モンローが自らアクターズ・スタジオを訪問、ストラスバーグの指導を受け、演技派女優として開眼するなど既成のスターもメソッドに対する認識を深めるようになった。
また、60年代後半からは、「アメリカン・ニューシネマ」の攻勢により、ステラ・アドラーやマイズナーの指導を受けた俳優陣、ダスティン・ホフマン、ロバート・デニーロ、アル・パチーノらがスクリーンに進出。「メソッド」はアメリカ映画、演劇を担う演劇方法、理論としての役割を確立した。

## 批判
演劇の世界に革新的な役割を果たしたメソッド演技法であるが、それに対する批判や問題点も存在する。
メソッド演技法では、役作りのために自己の内面を掘り下げるため、役者自身に精神的な負担をかけ、そのため、アルコール中毒や薬物依存などのトラブルを抱えるケースも少なくない。マリリン・モンローやモンゴメリー・クリフトは役作りに専念しすぎるあまり、自身のトラウマを掘り出したがため、情緒不安定となり、以後の役者人生に深刻な影響を及ぼしたと指摘されている。
また、ヒース・レジャーは、ダークナイトでのジョーカーの役作りの結果不眠症に陥っており、この為に服用していた睡眠薬の副作用によって映画の公開を待たずに死亡するまでに至っている。
演技自体も即興性が強いため、表現技術にメリハリに欠け、不明瞭なものになりがちであり、また、リサーチやリアリティを重視するあまり、役者の持つ表現力や想像力を疎外してしまうことも指摘されている。
こうした指摘は、特に古くから演劇が確立されていたイギリスの俳優陣から挙がっており、ローレンス・オリヴィエやピーター・ユスティノフは様々なメディアでメソッド演技に対する批判や問題点を公表している。また、現在活躍するヒュー・グラントやアンソニー・ホプキンスも、テレビ番組「アクターズ・スタジオ・インタビュー」の中で、メソッド演技について、その方法を揶揄する発言を行っている。